# مانیک آجمیان
مانیک آجمیان (ارمنی: Մանիկ Աճեմյան؛ انگلیسی: Manik Ajemian زادهٔ ۲۵ مارس ۱۹۵۵)، شاعر، روزنامه‌نگار، و نویسنده اهل ارمنستان است.

## زندگی‌نامه
وی در ۲۵ مارس ۱۹۵۵ در ایروان به دنیا آمد و از دانشگاه دولتی ایروان فارغ‌التحصیل گشت. وی عضو اتحادیه نویسندگان ارمنستان است. 